# Karin Mey Melis
Karin Mey Melis (Pretoria, Sudáfrica, 31 de mayo de 1983) es una atleta nacida sudafricana nacionalizada turca, especialista en la prueba de salto de longitud, con la que ha llegado a ser medallista de bronce mundial en 2009.

## Carrera deportiva
En el Mundial de Berlín 2009 gana la medalla de bronce en salto de longitud, con un salto de 6,80 metros, quedando tras la estadounidense Brittney Reese (oro) y la rusa Tatyana Lebedeva (plata).